# غالية الكاشف
غالية الكاشف (17 ديسمبر 1988 -)، ممثلة سورية تعيش في الكويت، وتحسب على الفن في دول الخليج.

## عن حياتها
بدأت العمل في المجال الفني بعام 2005 وذلك عن طريق مشاركتها في مسلسل فريج صويلح، وتوالت بعدها أعمالها في التلفزيون والمسرح. كما قامت بعام 2009 بتقديم برنامج على قناة سكوب حمل اسم «شباب فاكتوري». اعتزلت العمل في المجال الفني بعد زواجها.

## أعمالها

### في التلفزيون
| سنه الإنتاج | اسم المسلسل                   | بمشاركة                                                                                    |
| ----------- | ----------------------------- | ------------------------------------------------------------------------------------------ |
| 2005        | فريج صويلح                    | خالد النفيسي، إبراهيم الصلال، غانم الصالح، علي المفيدي، انتصار الشراح، عبد العزيز المسلم   |
| 2005        | نقطة تحول                     | إبراهيم الحربي، باسمة حمادة، عبير الجندي، إبراهيم الزدجالي، أحمد السلمان، شيماء علي        |
| 2005        | جبروت امرأة                   | حياة الفهد، عبد الإمام عبد الله، عبير أحمد، ميساء مغربي، عبير الجندي، أحمد إيراج           |
| 2006        | راح اللي راح                  | أحمد مساعد، أحمد السلمان، عبير الجندي، عبير أحمد، أنور أحمد                                |
| 2006        | عتيج الصوف                    | إبراهيم الصلال، غانم الصالح، علي المفيدي، انتصار الشراح، عبد العزيز المسلم                 |
| 2007        | واقعي                         | أحمد الصالح، عبد الرحمن العقل، عبير الجندي، هبة الدري، طيف                                 |
| 2007        | زهور عمري                     | عبد الإمام عبد الله، مشاري البلام، إلهام الفضالة، ليلى السلمان، بثينة الرئيسي، شهد الياسين |
| 2007        | عزف الدموع                    | إلهام الفضالة، أحمد مساعد، شيماء علي، أحمد العونان، شوق                                    |
| 2007        | بيت من ورق                    | إبراهيم الحربي، باسمة حمادة، مشاري البلام، بثينة الرئيسي، سمية الخنة                       |
| 2008        | دار الهوا                     | أحمد مساعد، علي جمعة، بدرية أحمد، منى عبد المجيد، مشاعل الزنكوي                            |
| 2009        | موزة ولوزة                    | إلهام الفضالة، هيا الشعيبي، أحمد السلمان، ليلى السلمان                                     |
| 2009        | صوتك وصل - برنامج الجزء الأول | مجموعة من الممثلين                                                                         |
| 2009        | عمك أصمخ - برنامج             | مجموعة من الممثلين                                                                         |

### في المسرح
| سنه الإنتاج | المسرحية                | بمشاركة                                                                    |
| ----------- | ----------------------- | -------------------------------------------------------------------------- |
| 2005        | ينانوة الفريج           | إبراهيم الصلال، علي المفيدي، عبد العزيز المسلم، انتصار الشراح، زهرة الخرجي |
| 2008        | شاهة ومزنة أختين وبختين | بدرية أحمد، مشاعل الزنكوي، منى عبد المجيد، فؤاد علي                        |
| 2009        | فايتي وسبيدي            | نواف القطان، نورة العميري                                                  |

## روابط خارجية
- غالية الكاشف على موقع قاعدة بيانات الأفلام العربية